# Equips de la temporada 1989/90 de la Primera Divisió Espanyola
A la temporada 1989/90 de la Primera Divisió espanyola hi van participar 20 equips. El campionat el va guanyar el Reial Madrid, per davant del València CF i el FC Barcelona. Per contra, el Rayo Vallecano, el Celta de Vigo i el CD Málaga van perdre la categoria.
Els jugadors que hi van participar en cada equip van ser els següents, ordenats per nombre de partits disputats.

## Reial Madrid
Entrenador  John Benjamin Toshack 38 partits
| Nacionalitat | Posició     | Nom            | Partits disputats | Minuts disputats | Gols marcats |
| ------------ | ----------- | -------------- | ----------------- | ---------------- | ------------ |
|              | Porter      | Buyo           | 35                | 3150             | -33          |
|              | Porter      | Agustín        | 2                 | 180              | -2           |
|              | Porter      | Lopetegi       | 1                 | 90               | -3           |
|              | Defensa     | Chendo         | 37                | 3311             | 1            |
|              | Defensa     | Sanchís        | 34                | 2837             | 3            |
|              | Defensa     | Ruggeri        | 31                | 2705             | 2            |
|              | Defensa     | Solana         | 21                | 939              | -            |
|              | Defensa     | Julio Llorente | 10                | 706              | -            |
|              | Defensa     | Tendillo       | 11                | 537              | -            |
|              | Defensa     | Esteban        | 7                 | 466              | -            |
|              | Defensa     | Algar          | -                 | -                | -            |
|              | Migcampista | Míchel         | 37                | 3193             | 8            |
|              | Migcampista | Martín Vázquez | 34                | 2963             | 14           |
|              | Migcampista | Hierro         | 37                | 2937             | 7            |
|              | Migcampista | Gordillo       | 33                | 2600             | -            |
|              | Migcampista | Schuster       | 28                | 2433             | 6            |
|              | Migcampista | Aldana         | 13                | 806              | 5            |
|              | Migcampista | Llorente       | 23                | 766              | 1            |
|              | Migcampista | Parra          | 13                | 572              | 1            |
|              | Davanter    | Hugo Sánchez   | 35                | 3073             | 38           |
|              | Davanter    | Butragueño     | 32                | 2452             | 10           |
|              | Davanter    | Losada         | 16                | 842              | 8            |
|              | Davanter    | Aguilà         | 1                 | 30               | -            |

## València CF
Entrenador:  Víctor Espárrago Videla 38 partits
| Nacionalitat | Posició     | Nom           | Partits disputats | Minuts disputats | Gols marcats |
| ------------ | ----------- | ------------- | ----------------- | ---------------- | ------------ |
|              | Porter      | Otxotorena    | 37                | 3330             | -42          |
|              | Porter      | Sempere       | 1                 | 90               | -            |
|              | Defensa     | Voro          | 37                | 3253             | 2            |
|              | Defensa     | Arias         | 31                | 2771             | -            |
|              | Defensa     | Nando         | 28                | 2027             | 4            |
|              | Defensa     | Giner         | 21                | 1846             | 1            |
|              | Defensa     | Camarasa      | 22                | 1659             | -            |
|              | Defensa     | Quique        | 19                | 1522             | 3            |
|              | Defensa     | Torres Orenga | 16                | 711              | -            |
|              | Defensa     | Cotino        | 1                 | 1                | -            |
|              | Defensa     | Parri         | -                 | -                | -            |
|              | Migcampista | Fernando      | 37                | 3278             | 10           |
|              | Migcampista | Arroyo        | 35                | 2644             | 4            |
|              | Migcampista | Tomás         | 27                | 2004             | 2            |
|              | Migcampista | Bossio        | 20                | 1283             | -            |
|              | Migcampista | Ferrando      | 15                | 955              | 2            |
|              | Migcampista | Subirats      | 9                 | 362              | -            |
|              | Davanter    | Toni          | 36                | 3113             | 6            |
|              | Davanter    | Eloy          | 29                | 2420             | 8            |
|              | Davanter    | Pènev         | 27                | 2239             | 13           |
|              | Davanter    | Fenoll        | 27                | 1289             | 6            |
|              | Davanter    | Zurdi         | 12                | 635              | -            |
|              | Davanter    | Cuxart        | 2                 | 30               | 3            |

## FC Barcelona
Entrenador:  Johann Cruyff 38 partits
| Nacionalitat | Posició     | Nom            | Partits disputats | Minuts disputats | Gols marcats |
| ------------ | ----------- | -------------- | ----------------- | ---------------- | ------------ |
|              | Porter      | Zubizarreta    | 35                | 3150             | -37          |
|              | Porter      | Unzué          | 3                 | 270              | -3           |
|              | Porter      | Julio Iglesias | -                 | -                | -            |
|              | Defensa     | Koeman         | 36                | 3184             | 14           |
|              | Defensa     | López Rekarte  | 21                | 1715             | -            |
|              | Defensa     | Serna          | 20                | 1644             | -            |
|              | Defensa     | Aloisio        | 21                | 1618             | -            |
|              | Defensa     | Miquel Soler   | 27                | 1185             | -            |
|              | Defensa     | Alexanko       | 16                | 1049             | 1            |
|              | Defensa     | Julio Alberto  | 14                | 888              | -            |
|              | Defensa     | Sergi          | 10                | 779              | -            |
|              | Migcampista | Eusebio        | 36                | 2915             | 3            |
|              | Migcampista | Robert         | 33                | 2836             | 9            |
|              | Migcampista | Laudrup        | 33                | 2781             | 3            |
|              | Migcampista | Amor           | 33                | 2467             | 6            |
|              | Migcampista | Bakero         | 30                | 2359             | 13           |
|              | Migcampista | Milla          | 25                | 1957             | 1            |
|              | Migcampista | Urbano         | 7                 | 587              | 1            |
|              | Migcampista | Roura          | 2                 | 123              | -            |
|              | Migcampista | Lucendo        | 1                 | 56               | -            |
|              | Migcampista | Guardiola      | -                 | -                | -            |
|              | Davanter    | Begiristain    | 37                | 2984             | 10           |
|              | Davanter    | Julio Salinas  | 34                | 2246             | 15           |
|              | Davanter    | Valverde       | 12                | 640              | 6            |
|              | Davanter    | Geli           | 1                 | 71               | -            |
|              | Davanter    | Onésimo        | 2                 | 63               | -            |
|              | Davanter    | Pinilla        | 1                 | 24               | -            |
|              | Davanter    | Quique Martín  | -                 | -                | -            |

## Atlètic de Madrid
Entrenadors:  Javier Clemente 27 partits (Jornades 1-27) |  Antonio Briones Yacobi 1 partit (Jornada 28) |  Joaquín Peiró Lucas 10 partits (Jornades 29-38)
| Nacionalitat | Posició     | Nom            | Partits disputats | Minuts disputats | Gols marcats |
| ------------ | ----------- | -------------- | ----------------- | ---------------- | ------------ |
|              | Porter      | Abel           | 34                | 3060             | -29          |
|              | Porter      | Elduayen       | 4                 | 360              | -6           |
|              | Porter      | Mejías         | -                 | -                | -            |
|              | Defensa     | Ferreira       | 36                | 3142             | 1            |
|              | Defensa     | Tomás          | 31                | 2775             | -            |
|              | Defensa     | Bustingorri    | 28                | 2083             | 1            |
|              | Defensa     | Aguilera       | 22                | 962              | -            |
|              | Defensa     | Juan Carlos    | 13                | 949              | -            |
|              | Defensa     | Sergio Morgado | 10                | 900              | -            |
|              | Defensa     | Solozábal      | 10                | 835              | -            |
|              | Defensa     | Armando        | 11                | 774              | -            |
|              | Defensa     | Goikoetxea     | 8                 | 553              | -            |
|              | Defensa     | Torrecilla     | 2                 | 180              | -            |
|              | Defensa     | Luis García    | -                 | -                | -            |
|              | Migcampista | Pizo Gómez     | 35                | 2786             | -            |
|              | Migcampista | Donato         | 34                | 2742             | 2            |
|              | Migcampista | Alfredo        | 33                | 2524             | 1            |
|              | Migcampista | Orejuela       | 29                | 2243             | 4            |
|              | Migcampista | Marina         | 31                | 2003             | 5            |
|              | Migcampista | Abadia         | 15                | 769              | -            |
|              | Davanter    | Baltazar       | 38                | 2951             | 18           |
|              | Davanter    | Manolo         | 34                | 2715             | 12           |
|              | Davanter    | Futre          | 27                | 2239             | 10           |
|              | Davanter    | Alfaro         | 2                 | 22               | -            |
|              | Davanter    | Marcos Alonso  | -                 | -                | -            |

## Reial Societat
Entrenador:  Marco Antonio Boronat Gimeno 38 partits
| Nacionalitat | Posició     | Nom             | Partits disputats | Minuts disputats | Gols marcats |
| ------------ | ----------- | --------------- | ----------------- | ---------------- | ------------ |
|              | Porter      | González        | 37                | 3282             | -35          |
|              | Porter      | Vergara         | 1                 | 90               | -            |
|              | Porter      | Patxi           | 1                 | 43               | -            |
|              | Porter      | Andonegi        | -                 | -                | -            |
|              | Defensa     | Gorriz          | 38                | 3420             | 2            |
|              | Defensa     | Larrañaga       | 38                | 3420             | 4            |
|              | Defensa     | Bengoetxea      | 37                | 3248             | -            |
|              | Defensa     | Gajate          | 34                | 3056             | 1            |
|              | Defensa     | Lasa            | 32                | 1995             | -            |
|              | Defensa     | Álaba           | 16                | 1346             | 1            |
|              | Defensa     | Dadíe           | 7                 | 459              | -            |
|              | Defensa     | Uria            | 14                | 434              | -            |
|              | Defensa     | Irazoki         | 4                 | 315              | -            |
|              | Migcampista | Billabona       | 35                | 2709             | 1            |
|              | Migcampista | Mujika          | 22                | 754              | -            |
|              | Migcampista | Lumbreras       | 10                | 732              | -            |
|              | Migcampista | Agirre          | 10                | 708              | -            |
|              | Migcampista | Carlos Martínez | 2                 | 35               | -            |
|              | Davanter    | Goikoetxea      | 36                | 3014             | 4            |
|              | Davanter    | Fuentes         | 32                | 2814             | 1            |
|              | Davanter    | Aldridge        | 28                | 2467             | 16           |
|              | Davanter    | Mentxaka        | 33                | 2197             | 7            |
|              | Davanter    | Igoa            | 14                | 794              | 1            |
|              | Davanter    | Loinaz          | 7                 | 202              | 7            |

## Sevilla FC
Entrenador:  Vicente Cantatore Socci 38 partits
| Nacionalitat | Posició     | Nom          | Partits disputats | Minuts disputats | Gols marcats |
| ------------ | ----------- | ------------ | ----------------- | ---------------- | ------------ |
|              | Porter      | Dassàiev     | 35                | 3150             | -39          |
|              | Porter      | Fernando     | 3                 | 270              | -7           |
|              | Porter      | Alex         | -                 | -                | -            |
|              | Defensa     | Jiménez      | 37                | 3300             | -            |
|              | Defensa     | Nando        | 37                | 3252             | -            |
|              | Defensa     | Salguero     | 37                | 3150             | 3            |
|              | Defensa     | Diego        | 32                | 2791             | -            |
|              | Defensa     | Martagón     | 28                | 2012             | 2            |
|              | Defensa     | Pascual      | 11                | 434              | -            |
|              | Defensa     | De la Fuente | 6                 | 423              | -            |
|              | Defensa     | Mino         | 5                 | 358              | -            |
|              | Defensa     | Prieto       | 2                 | 145              | -            |
|              | Defensa     | Tirado       | -                 | -                | -            |
|              | Migcampista | Rafa Paz     | 37                | 3256             | 6            |
|              | Migcampista | Bengoechea   | 31                | 2320             | 3            |
|              | Migcampista | Conte        | 29                | 2003             | 5            |
|              | Migcampista | Andrades     | 20                | 1223             | 1            |
|              | Migcampista | Herrero      | 15                | 1350             | 1            |
|              | Migcampista | Zúñiga       | 19                | 866              | 1            |
|              | Migcampista | Francisco    | 5                 | 359              | -            |
|              | Migcampista | Choya        | 1                 | 20               | -            |
|              | Migcampista | Rafita       | -                 | -                | -            |
|              | Migcampista | Juanito      | -                 | -                | -            |
|              | Davanter    | Polster      | 35                | 3124             | 33           |
|              | Davanter    | Carvajal     | 28                | 2043             | 6            |
|              | Davanter    | Vázquez      | 17                | 1192             | -            |
|              | Davanter    | Antoñito     | 9                 | 325              | -            |
|              | Davanter    | Cholo        | 6                 | 254              | 1            |
|              | Davanter    | Pozo         | -                 | -                | -            |

## CD Logronyés
Entrenador:  José Luis Romero Robledo 38 partits
| Nacionalitat | Posició     | Nom             | Partits disputats | Minuts disputats | Gols marcats |
| ------------ | ----------- | --------------- | ----------------- | ---------------- | ------------ |
|              | Porter      | Islas           | 35                | 3150             | -44          |
|              | Porter      | Angoy           | 3                 | 270              | -7           |
|              | Porter      | Tito            | -                 | -                | -            |
|              | Defensa     | Herrero         | 35                | 3091             | -            |
|              | Defensa     | Cristóbal       | 35                | 3047             | 2            |
|              | Defensa     | Martín          | 30                | 2639             | -            |
|              | Defensa     | Salva           | 31                | 2619             | -            |
|              | Defensa     | Pedro           | 28                | 2449             | 2            |
|              | Defensa     | López Pérez     | 26                | 2042             | -            |
|              | Defensa     | López Duque     | 22                | 1566             | -            |
|              | Defensa     | Moreno          | 2                 | 11               | -            |
|              | Migcampista | Quique Setién   | 32                | 2642             | 9            |
|              | Migcampista | Maqueda         | 29                | 1871             | 1            |
|              | Migcampista | Santi Aragón    | 21                | 1845             | 3            |
|              | Migcampista | Elgezábal       | 18                | 1003             | -            |
|              | Migcampista | Sánchez Lorenzo | 9                 | 479              | -            |
|              | Davanter    | Rosagro         | 34                | 2584             | 9            |
|              | Davanter    | Alzamendi       | 29                | 2471             | 6            |
|              | Davanter    | Sarabia         | 31                | 2182             | 12           |
|              | Davanter    | Marcos Alonso   | 8                 | 468              | 1            |
|              | Davanter    | Linde           | 10                | 325              | -            |
|              | Davanter    | Vílchez         | 10                | 309              | 1            |
|              | Davanter    | Muñoz           | 6                 | 284              | -            |
|              | Davanter    | Iñaki           | 1                 | 6                | -            |

## CA Osasuna
Entrenador:  Pedro María Zabalza Inda 38 partits
| Nacionalitat | Posició     | Nom               | Partits disputats | Minuts disputats | Gols marcats |
| ------------ | ----------- | ----------------- | ----------------- | ---------------- | ------------ |
|              | Porter      | Roberto           | 25                | 2219             | -31          |
|              | Porter      | Unanua            | 13                | 1111             | -11          |
|              | Porter      | Vicuña            | 1                 | 90               | -            |
|              | Defensa     | Pepín             | 37                | 3313             | -            |
|              | Defensa     | De Luis           | 35                | 3094             | -            |
|              | Defensa     | Castañeda         | 34                | 2893             | -            |
|              | Defensa     | I. Larrainzar     | 14                | 1086             | 1            |
|              | Defensa     | Arozarena         | 19                | 733              | 1            |
|              | Defensa     | Grimes            | 15                | 585              | -            |
|              | Defensa     | Sánchez           | 3                 | 270              | -            |
|              | Defensa     | Txomin Larrainzar | 1                 | 90               | -            |
|              | Migcampista | Ibáñez            | 36                | 3204             | 4            |
|              | Migcampista | Martín Domínguez  | 35                | 2872             | 5            |
|              | Migcampista | Merino            | 35                | 2815             | 2            |
|              | Migcampista | Martín González   | 32                | 2755             | 1            |
|              | Migcampista | Sola              | 34                | 2724             | 6            |
|              | Migcampista | Edu García        | 3                 | 61               | -            |
|              | Migcampista | Eladio            | 2                 | 14               | -            |
|              | Migcampista | Morón             | 1                 | 7                | -            |
|              | Migcampista | Sammy Lee         | -                 | -                | -            |
|              | Davanter    | Ziganda           | 37                | 3109             | 11           |
|              | Davanter    | Urban             | 35                | 3042             | 8            |
|              | Davanter    | Camilo            | 25                | 947              | 2            |
|              | Davanter    | Berastegi         | 23                | 535              | 1            |
|              | Davanter    | Roberto           | -                 | -                | -            |

## Reial Saragossa
Entrenador:  Radomir Antić 38 partits
| Nacionalitat | Posició     | Nom          | Partits disputats | Minuts disputats | Gols marcats |
| ------------ | ----------- | ------------ | ----------------- | ---------------- | ------------ |
|              | Porter      | Chilavert    | 34                | 3060             | -44          |
|              | Porter      | Cedrún       | 4                 | 360              | -8           |
|              | Porter      | Ruiz         | -                 | -                | -            |
|              | Porter      | Echevarría   | -                 | -                | -            |
|              | Defensa     | Villarroya   | 37                | 3308             | 4            |
|              | Defensa     | Juanito      | 33                | 2955             | 6            |
|              | Defensa     | Pablo        | 37                | 2885             | 1            |
|              | Defensa     | Julià        | 33                | 2775             | 1            |
|              | Defensa     | Belsué       | 30                | 2348             | -            |
|              | Defensa     | Glaría       | 26                | 2139             | -            |
|              | Defensa     | Villanova    | 16                | 1030             | -            |
|              | Defensa     | Fraile       | 7                 | 569              | -            |
|              | Defensa     | Virgilio     | -                 | -                | -            |
|              | Migcampista | Vizcaíno     | 36                | 2984             | 2            |
|              | Migcampista | Señor        | 24                | 2040             | -            |
|              | Migcampista | Pascual Sanz | 23                | 1008             | 2            |
|              | Migcampista | Redher       | 5                 | 104              | -            |
|              | Migcampista | Florido      | -                 | -                | -            |
|              | Davanter    | Pardeza      | 37                | 3307             | 15           |
|              | Davanter    | Higuera      | 36                | 2804             | 10           |
|              | Davanter    | Sirakov      | 29                | 1976             | 7            |
|              | Davanter    | Salillas     | 31                | 1608             | 4            |
|              | Davanter    | Tejero       | 8                 | 179              | -            |
|              | Davanter    | Moisés       | -                 | -                | -            |
|              | Davanter    | Salva        | -                 | -                | -            |

## RCD Mallorca
Entrenador:  Llorenç Serra Ferrer 38 partits
| Nacionalitat | Posició     | Nom              | Partits disputats | Minuts disputats | Gols marcats |
| ------------ | ----------- | ---------------- | ----------------- | ---------------- | ------------ |
|              | Porter      | Badou            | 35                | 3150             | -32          |
|              | Porter      | Covelo           | 3                 | 270              | -2           |
|              | Porter      | Molondro         | -                 | -                | -            |
|              | Defensa     | Fradera          | 35                | 3106             | 2            |
|              | Defensa     | García Cortés    | 35                | 2981             | 5            |
|              | Defensa     | Nadal            | 34                | 2995             | 7            |
|              | Defensa     | Vulic            | 33                | 2834             | 3            |
|              | Defensa     | Pedraza          | 30                | 2285             | -            |
|              | Defensa     | Serer            | 19                | 1510             | -            |
|              | Defensa     | Sánchez-Clemente | 8                 | 521              | 1            |
|              | Defensa     | Albístegi        | 8                 | 309              | -            |
|              | Defensa     | Magí             | 1                 | 15               | -            |
|              | Defensa     | Amer             | 1                 | 11               | -            |
|              | Migcampista | Calderón         | 37                | 3047             | 4            |
|              | Migcampista | Parra            | 35                | 3030             | -            |
|              | Migcampista | Sala             | 34                | 3023             | -            |
|              | Migcampista | Vidal            | 19                | 934              | -            |
|              | Migcampista | Marcos           | 9                 | 614              | 2            |
|              | Migcampista | Crespí           | -                 | -                | -            |
|              | Davanter    | Álvaro           | 33                | 2874             | 1            |
|              | Davanter    | Claudio          | 21                | 1628             | 3            |
|              | Davanter    | Guillermo        | 29                | 1264             | 4            |
|              | Davanter    | Stojidanovic     | 11                | 780              | 1            |
|              | Davanter    | Kurdov           | 7                 | 419              | 1            |

## Real Oviedo
Entrenador:  Javier Iruretagoyena Amiano 38 partits
| Nacionalitat | Posició     | Nom          | Partits disputats | Minuts disputats | Gols marcats |
| ------------ | ----------- | ------------ | ----------------- | ---------------- | ------------ |
|              | Porter      | Zubeldía     | 38                | 3401             | -45          |
|              | Porter      | Heres        | 1                 | 19               | -1           |
|              | Porter      | Viti         | -                 | -                | -            |
|              | Defensa     | Sañudo       | 36                | 3216             | -            |
|              | Defensa     | Gorriaran    | 36                | 3137             | 1            |
|              | Defensa     | Luis Manuel  | 35                | 3105             | -            |
|              | Defensa     | Rivas        | 35                | 2874             | -            |
|              | Defensa     | Zúñiga       | 24                | 1956             | 1            |
|              | Defensa     | Elcacho      | 26                | 1435             | -            |
|              | Defensa     | Murúa        | 16                | 1117             | -            |
|              | Defensa     | Gaspar       | 13                | 1010             | -            |
|              | Defensa     | Juan Alberto | 4                 | 76               | -            |
|              | Defensa     | Lito         | -                 | -                | -            |
|              | Migcampista | Vinyals      | 34                | 2653             | 7            |
|              | Migcampista | Berto        | 32                | 2610             | -            |
|              | Migcampista | Bango        | 24                | 1999             | 5            |
|              | Migcampista | Gracan       | 23                | 1933             | 1            |
|              | Migcampista | Paco         | 3                 | 32               | -            |
|              | Davanter    | Carlos       | 32                | 2776             | 14           |
|              | Davanter    | Sarriugarte  | 36                | 2552             | 5            |
|              | Davanter    | Hicks        | 23                | 896              | 5            |
|              | Davanter    | Julià        | 13                | 667              | 2            |
|              | Davanter    | José         | 8                 | 105              | -            |

## Athletic de Bilbao
Entrenadors:  Howard Kendall 11 partits (Jornades 1-11) |  José Francisco Rojo Arroitia 27 partits (Jornades 12-38)
| Nacionalitat | Posició     | Nom           | Partits disputats | Minuts disputats | Gols marcats |
| ------------ | ----------- | ------------- | ----------------- | ---------------- | ------------ |
|              | Porter      | Biurrun       | 36                | 3240             | -38          |
|              | Porter      | Iru           | 2                 | 180              | -1           |
|              | Porter      | Lobato        | -                 | -                | -            |
|              | Defensa     | Alkorta       | 37                | 3330             | 1            |
|              | Defensa     | Andrinúa      | 33                | 2970             | -            |
|              | Defensa     | Lakabeg       | 33                | 2856             | 2            |
|              | Defensa     | Patxi Salinas | 28                | 2364             | 1            |
|              | Defensa     | Txirri        | 23                | 1930             | 1            |
|              | Defensa     | Agirretxu     | 17                | 1416             | -            |
|              | Defensa     | Estíbariz     | 21                | 992              | 1            |
|              | Defensa     | Del Val       | 1                 | 53               | -            |
|              | Defensa     | Núñez         | -                 | -                | -            |
|              | Migcampista | Garitano      | 36                | 2653             | 5            |
|              | Migcampista | Luis Fernando | 33                | 2438             | 1            |
|              | Migcampista | Eskurza       | 21                | 1438             | 1            |
|              | Migcampista | Rípodas       | 17                | 1426             | -            |
|              | Migcampista | Lizarralde    | 16                | 1132             | -            |
|              | Migcampista | Iturrino      | 17                | 1007             | 3            |
|              | Migcampista | Urrutia       | 13                | 816              | 1            |
|              | Migcampista | Gallego       | 7                 | 207              | -            |
|              | Migcampista | Urtubi        | -                 | -                | -            |
|              | Migcampista | Joseba Agirre | -                 | -                | -            |
|              | Davanter    | Loren         | 30                | 2649             | 6            |
|              | Davanter    | Mendiguren    | 30                | 2323             | 5            |
|              | Davanter    | Uralde        | 24                | 1429             | 6            |
|              | Davanter    | Argote        | 12                | 312              | 2            |
|              | Davanter    | Uribarrena    | 2                 | 153              | -            |

## Sporting de Gijón
Entrenadors:  Jesús Aranguren Merino 4 partits (Jornades 1-4) |  Carlos Manuel García Cuervo 34 partits (Jornades 5-38)
| Nacionalitat | Posició     | Nom             | Partits disputats | Minuts disputats | Gols marcats |
| ------------ | ----------- | --------------- | ----------------- | ---------------- | ------------ |
|              | Porter      | Ablanedo II     | 31                | 2762             | -25          |
|              | Porter      | Isidro          | 8                 | 658              | -9           |
|              | Porter      | Roca            | -                 | -                | -            |
|              | Porter      | Pernas          | -                 | -                | -            |
|              | Porter      | Pedro Rodríguez | -                 | -                | -            |
|              | Defensa     | Jiménez Abalo   | 37                | 3298             | 2            |
|              | Defensa     | Alcázar         | 36                | 3014             | 1            |
|              | Defensa     | Abelardo        | 33                | 2893             | 2            |
|              | Defensa     | Tati            | 30                | 2607             | -            |
|              | Defensa     | Ablanedo I      | 23                | 1799             | 1            |
|              | Defensa     | Luis Sierra     | 22                | 1738             | -            |
|              | Defensa     | Vermezovic      | 20                | 1677             | -            |
|              | Defensa     | Kevin Moran     | 6                 | 466              | -            |
|              | Defensa     | Calleja         | 3                 | 247              | -            |
|              | Defensa     | Arturo          | 1                 | 90               | -            |
|              | Defensa     | Cundi           | -                 | -                | -            |
|              | Defensa     | Jordá           | -                 | -                | -            |
|              | Migcampista | Joaquín         | 32                | 2828             | 1            |
|              | Migcampista | Emilio          | 33                | 2755             | -            |
|              | Migcampista | Juanma          | 19                | 1045             | 1            |
|              | Migcampista | Óscar           | 14                | 903              | 1            |
|              | Migcampista | Eraña           | 21                | 861              | 9            |
|              | Migcampista | Jaime           | 14                | 834              | -            |
|              | Migcampista | Luhovy          | 5                 | 444              | -            |
|              | Migcampista | Torres          | 8                 | 366              | -            |
|              | Migcampista | Justes          | 4                 | 176              | -            |
|              | Migcampista | Ballesteros     | -                 | -                | -            |
|              | Davanter    | Narciso         | 34                | 2436             | 11           |
|              | Davanter    | Joaquín Villa   | 29                | 2206             | 5            |
|              | Davanter    | Manjarín        | 29                | 1486             | 4            |
|              | Davanter    | Luis Enrique    | 1                 | 29               | -            |

## CE Castelló
Entrenadors:  Luiche 38 partits (Jornades 1-38)
| Nacionalitat | Posició     | Nom             | Partits disputats | Minuts disputats | Gols marcats |
| ------------ | ----------- | --------------- | ----------------- | ---------------- | ------------ |
|              | Porter      | Emili Iserte    | 37                | 3330             | -37          |
|              | Porter      | Martínez Puig   | 1                 | 90               | -1           |
|              | Defensa     | Javi            | 34                | 3015             | 1            |
|              | Defensa     | Monfort         | 32                | 2719             | -            |
|              | Defensa     | Ximet           | 19                | 1389             | -            |
|              | Defensa     | Ibeas           | 16                | 1305             | -            |
|              | Defensa     | Alejandro       | 20                | 1275             | -            |
|              | Defensa     | Bonhoff         | 17                | 1158             | -            |
|              | Defensa     | Trigos          | 9                 | 492              | -            |
|              | Defensa     | Ugbade          | 4                 | 185              | -            |
|              | Defensa     | David           | 1                 | 16               | -            |
|              | Migcampista | Manchado        | 33                | 2829             | -            |
|              | Migcampista | Ayúcar          | 34                | 2730             | 3            |
|              | Migcampista | Fernández       | 29                | 2373             | 2            |
|              | Migcampista | Escobar         | 25                | 1473             | -            |
|              | Migcampista | Víctor Salvador | 24                | 1329             | 4            |
|              | Migcampista | Octavio         | 1                 | 11               | -            |
|              | Davanter    | Raül            | 36                | 3079             | 7            |
|              | Davanter    | José Hurtado    | 30                | 2663             | 1            |
|              | Davanter    | Peletti         | 30                | 2210             | 2            |
|              | Davanter    | Cabrera         | 26                | 1974             | 5            |
|              | Davanter    | Alcañiz         | 22                | 1665             | 2            |
|              | Davanter    | Moisés          | 8                 | 208              | 1            |
|              | Davanter    | Cruceta         | 1                 | 25               | -            |

## Cadis CF
| - Carmelo 38 - Barla 35 - 2 gols - Oliva 34 - Canillas 27 - 2 gols - Linares 27 - Montero 27 - 1 gol - Poli 27 - 3 gols - Cortijo 25 - 2 gols - Juan José 25 - Raúl 25 - 1 gol - Bermell 22 - José 20 - 2 gols - Husillos 20 - 6 gols | - Manolito 20 - 2 gols - Sánchez Pose 19 - 1 gol - Mágico González 18 - 3 gols - Romo 18 - Szendrei 16 - Marcelo 14 - Quevedo 11 - 1 gol - Lajos 10 - 1 gol - Fernández 8 - Arteaga 5 - Francisco 1 - Yoi 1 |

Entrenador: David Vidal Tomé 29, Colin Addison 9

## Real Valladolid
| - Ravnic 36 - Lemos 34 - 1 gol - Moya 32 - 8 gols - Caminero 31 - Jankovic 31 - 10 gols - Gonzalo 29 - Minguela 29 - 1 gol - Albis 26 - 1 gol - Patri 24 - Peña 24 - 2 gols - Alberto 23 - Damián 21 - 2 gols - Hidalgo 20 - 2 gols - Enrique Moreno 20 - Fonseca 19 - 3 gols | - Aiarza 17 - Walter Lozano 16 - Ramón Calvo 11 - Roberto Valverde 11 - Fano 10 - Manolo García 7 - Miljus 6 - Amavisca 3 - López 3 - Sierra Pando 3 - Lozano 2 - Piti 2 - Santi Cuesta 2 - Rodri 0 |

Entrenador: Josip Skoblar 9, Josep Moré Bonet 16, Fernando Redondo 13

## CD Málaga
| - Jaro 37 - Ruiz 34 - 1 gol - Álvarez 34 - 1 gol - Villa 33 - Chano 33 - Antonio Mata 32 - 1 gol - Luis Merino 29 - Paquito 29 - 8 gols - Matosas 27 - Esteban Vigo 26 - 1 gol - Lauridsen 24 - 1 gol - Azuaga 18 - Clemente 17 - Toledano 16 - 3 gols | - Jaime Molina 14 - Quino 13 - 1 gol - Gallego González 12 - 3 gols - Rivas 12 - 1 gol - Ángelo 10 - José Luis 10 - Chesa 7 - Añón 6 - Usuriaga 6 - 1 gol - Charles 2 - Gil Domènech 2 - Monreal 1 - Ignacio 1 - Pineda 0 |

Entrenador: Antonio Fernández Benitez 38

## CD Tenerife
| - Toño 37 - 6 gols - Revert 34 - 1 gol - Rommel Fernández 34 - 10 gols - Quique Estebaranz 33 - 10 gols - Isidro 30 - Víctor 30 - 3 gols - Luis Delgado 30 - 2 gols - Felipe 29 - 2 gols - Francis 28 - 1 gol - Manolo Hierro 28 - Guina 27 - 6 gols - Medina 27 | - Belza 24 - Eduardo Ramos 20 - 1 gol - Ferrer 17 - Zeoli 15 - El Ghareff 14 - Perico Medina 10 - Salmerón 9 - Luis García 7 - Chalo 5 - David Amaral 0 - Manolo 0 |

Entrenador: Vicente Miera Campos 20, Francisco Xabier Azkargorta Uriarte 18

## Celta de Vigo
| - Maté 38 - Julio Prieto 37 - 2 gols - Rodolfo 36 - 1 gol - Atilano 35 - 1 gol - Espinosa 35 - 1 gol - Fabiano 31 - 1 gol - Mosquera 29 - 6 gols - Vicente 28 - Otero 28 - Nacho 27 - 1 gol - Maric 26 - 3 gols - Mandiá 26 | - Lito 22 - Mauricio Oliveira 19 - 2 gols - Lucas 15 - 3 gols - Vicente Celeiro 14 - Cantero 11 - Zambrano 11 - 1 gol - Nílson 10 - 2 gols - Salvador Mejías 7 - Toni 3 - Villanueva 0 - Emilio 0 |

Entrenador: José Manuel Díaz Novoa 29, José María Maguregui Ibargutxi 9

## Rayo Vallecano
| - Sabas 34 - 6 gols - Juanito 31 - 5 gols - Hugo Maradona 29 - 3 gols - Imanol 28 - Rodri 27 - 3 gols - Zapatera 27 - 2 gols - Férez 25 - Berg 25 - 2 gols - Argenta 25 - 1 gol - Vivanco 25 - Cota 24 - Soto 23 - 4 gols - Mejías 21 - 3 gols - Candil 21 | - Callejo 17 - Botella 16 - 1 gol - Hontecillas 14 - Villalvilla 14 - Glaría 11 - Juan Díaz 11 - Drizic 10 - Gambín 9 - Ortiz 9 - Rafa Bono 6 - 2 gols - Madriñán 4 - Quique Ramos 3 - Ballina 2 - Agujetas 1 |

Entrenador: Felines 19, Emilio Cruz Roldán 19